# 高雄市苓雅區苓洲國民小學
高雄市立苓洲國民小學，簡稱苓洲國小，位在高雄市苓雅區，前身是日治時期的打狗公學校苓雅寮分教場。

## 歷史
1904年 創設「打狗公學校苓雅寮分教場」，校址設於舊苓雅寮安瀾宮內。

1905年日遷入苓雅寮238番地校舍（即今成功國小現址）。

1921年 改稱「高雄第二公學校」。

1922年 增設前鎮分教場（即今前鎮國小）。

1937年 更名為「高雄市青葉公學校」，在過田子增設第二校區（即今苓洲國小現址）， 設置2年制高等科1班。

1941年 因「國民學校令」改稱「高雄市青葉國民學校」。

1945年 國民政府接收台灣後，改稱「高雄市第四國民學校」。

1946年 改名「高雄市立苓洲國民學校」。

1968年 台灣實施九年國民教育，改名「高雄市立苓洲國民小學」。